# 奥古斯都·普金
奥古斯都·威尔比·诺斯摩尔·普金（英語：Augustus Welby Northmore Pugin，1812年3月1日—1852年9月14日），19世纪英格兰建筑师、设计师、设计理论家，英国议会大厦重建时，哥德风格的内饰设计是他的代表作之一。

## 著作及思想
普金作为19世纪英国重要的建筑理论家，在23岁时（1835年）即发表了自己第一部著作Contrasts，其后相继于1841年出版了True Principles（The True Principles of Pointed or Christian Architecture）和1843年的Apology。其中，True Principles作为普金最重要的著作，其思想对其后的建筑理论都有重要影响。其思想包括功能主义，合理主义及建筑伦理等众多方面。普金在True Principles的开篇即提出建筑的两大原则，在于，第一，建筑需要具有便利（convenience）、构造（construction）、合理（propriety）的性质，第二，所有的装饰（ornament）需要强化建筑的本质性结构。同时普金也强调所有的建筑细部都需要具有意义，而建筑的结构则需要根据不同的材料做出改变。

## 重要作品
- 英国议会大厦